# Culicoides namulus
Culicoides namulus är en tvåvingeart som beskrevs av Jean-Jacques Kieffer 1919. Culicoides namulus ingår i släktet Culicoides och familjen svidknott.
Artens utbredningsområde är Ungern. Inga underarter finns listade i Catalogue of Life.